# برن أوت
برن أوت (بالإنجليزية: "Burn Out")‏ هي أغنية للمنتجين الهولنديين مارتن غاركس وجاستين ميلو، وتضم غناء دواين وايتمور، وتم إصدارها في 14 سبتمبر 2018 عبر علامة التسجيل التابعة إلى غاركس في ستمبد ركردز، ومع إسناد رخصة حصريًا إلى "إبيك أمستردام"، إحدى فروع سوني ميوزيك.